# Неканонические книги Священного Писания
Неканони́ческие кни́ги Свяще́нного Писа́ния — книги, не внесённые Русской православной церковью в свой библейский канон, по той причине, что, по мнению русских богословов, они «небогодухновенные» (не являются словом самого Бога), однако входящие в состав Священного Писания, как «полезные для благочестия, назидательные, церковные». Существуют только в Ветхом Завете и отсутствуют в еврейской Библии (Танахe), по времени написания все относятся к четырём последним векам до н. э.; написаны отчасти на древнееврейском (потом переведены на греческий), отчасти сохранились лишь на греческом языке.
В одном кодексе с каноническими книгами они появились в Александрии (в греческом Переводе семидесяти толковников). Цитаты из них у некоторых апологетов и учителей ранней Церкви (Варнавы, Поликарпа, Климента, Иринея) приводились наряду с местами из книг канонических.
В настоящее время термин «неканонические книги» используется в Русской православной церкви для обозначения небогодухновенных книг. В Греческих православных церквях для книг, отсутствующих в еврейской Библии, но издаваемых в составе книг Библии Ветхого Завета, даётся наименование «анагинноскомена» (греч. ἀναγιγνωσκόμενα — «[рекомендуемые] для чтения»). В католицизме большая часть этих книг почитаются как второканонические (за исключением Второй и Третьей книг Ездры и Третьей книги Маккавейской, которые считаются апокрифами), что означает их одинаковую авторитетность с первоканоническими книгами. В протестантизме эти книги именуются апокрифами и либо совсем не помещаются в состав Библии (например, Библия короля Якова, Английская стандартная версия Библии, Новая международная версия Библии и др.), либо помещаются в отдельном разделе (например, Исправленная стандартная версия Библии, Новая исправленная стандартная версия Библии).

## В составе современной Библии

### Восточная церковь

#### Русская православная церковь
В Русской православной церкви в славянскую и русскую Библии входят следующие неканонические книги:
- Вторая книга Ездры
- Книга Товита
- Книга Иудифи
- Книга Премудрости Соломона
- Книга Премудрости Иисуса, сына Сирахова
- Послание Иеремии
- Книга Варуха
- Первая книга Маккавейская
- Вторая книга Маккавейская
- Третья книга Маккавейская
- Третья книга Ездры[12][14]

А также неканонические дополнения к каноническим книгам, присоединённые к их первоначальному составу позднее, наибольшие из которых следующие:
- дополнения к книге Есфирь (Есф. 1:1, Есф. 3:13, Есф. 4:17, Есф. 5:1-2, Есф. 8:12, Есф. 10:3)
- молитва Манассии в конце 2-й книги Паралипоменон (2Пар. 36:24)
- последний 151-й Псалом (Пс. 151)
- молитва Азарии и песнь трёх отроков (Дан. 3:24-90)
- повесть о Сусанне (Дан. 13)
- история о Виле и Драконе (Дан. 14)[15]

«Неканонические книги» и «неканонические дополнения», существующие в славянской и русской Библиях, переведены с греческого (из кодексов Септуагинты), кроме третьей книги Ездры, переведённой из латинской Вульгаты.
Иногда у Отцов Церкви в числе книг, не находящихся в каноне, помещается и книга Есфирь. Церковь заботилась о том, чтобы эти церковные книги не отождествлялись с апокрифическими, поэтому включала их перечень в свои правила. Некоторые части «неканонических книг» читаются в Православной церкви при богослужении (например, паремии из книги Премудрости Соломоновой); из них заимствовался также текст некоторых церковных молитв.
В катехизисе Филарета (Дроздова) 1839 года в качестве книг Ветхого Завета принимались только книги еврейского канона (Танаха).
Термин «неканонические» по отношению к книгам Ветхого Завета не был известен святоотеческой и византийской традициям и не употреблялся в других христианских конфессиях. Впервые в русской богословской литературе термин «неканонические» книги, применительно к книгам Ветхого Завета употребил в 1847 году архимандрит Макарий Булгаков в сочинении «Введении в православное богословие». Каноническими книгами архимандритом Макарием были названы книги еврейской Библии, неканоническими — книги, входящие в славянскую Библию, но отсутствующие в еврейской Библии, за исключением того, что книга пророка Варуха и Послание Иеремии были отнесены им к числу канонических книг. Канонические книги были названы богодухновенными и составляющие Священное Писание богодухновенное, а неканонические книги «служат только в виде прибавления к богодухновенному Писанию, как книги добрые, назидательные, священные». Во второй половине XIX — начале XX века термин «неканонические книги» в русском богословии стал устоявшимся, неканонические книги назывались небогодухновенными, но священными и назидательными, а канонические — богодухновенными. В 1896 году новая академическая программа отнесла книгу пророка Варуха и Послание Иеремии к неканоническим книгам.
C 1968 года в Русском синодальном переводе Библии книги, не находящиеся в еврейской Библии, отмечены как неканонические. С этого времени термин «неканонические книги» стал общеупотребительным в РПЦ. Издание 1968 года это второе издание МП, в первом издании МП 1956 термин «неканонические книги» не употреблялся. В издание 1968 года было добавлено приложение «О книгах канонических и неканонических», повторяемое во всех последующих изданиях Библии в МП.
«Неканонические дополнения» к каноническим книгам ни в одном издании Библии МП не отмечены как неканонические.

#### Грузинская православная церковь
Среди всех Халкидонских церквей Библия Грузинской православной церкви включает в себя максимальное число неканонических книг — 12. В её состав входят все те же 11 неканонических книги (и дополнения к каноническим), что и в состав славянской и русской синодальной Библии, а также Четвёртая книга Маккавейская.

#### Греческие церкви
В Греческих церквях книги, отсутствующие в еврейской Библии, но находящиеся в составе греческой Библии называются «анагинноскомена» (то есть «рекомендуемые для чтения»). К ним относятся все «неканонические книги» славяно-русской Библии, за исключением третьей книги Ездры. При этом в греческой Библии имеется Четвёртая книга Маккавейская, помещаемая в Приложение.

### Западная церковь
Западная церковь по отношению к вопросу о неканонических книгах представляет отличие от Восточной. Блаженный Иероним все неканонические книги (не содержащиеся в еврейском каноне) относил к числу апокрифов; блаженный Августин, напротив, книги Товита, Юдифи и Маккавейские (1 и 2) помещал в числе канонических.
Это воззрение Августина усвоила позднейшая Западная церковь, которая на Тридентском соборе (1545), при изложении своего учения о каноне, составила свой окончательный список книг Библии. В число этих книг вошли книги еврейской Библии, впоследствии названые каноническими первой степени (протоканонические — protocanonici), и дополнительные книги, названые каноническими второй степени (второканонические или девтероканонические — deuterocanonici). При этом в число этих книг не вошли вторая и третья книги Ездры (хотя они и находились в приложении к Вульгате под названиями третья и четвёртая книги Ездры, соответственно) и третья книга Маккавейская. Все книги Библии в католицизме признаны в равной степени авторитетными и богодухновенными.
Взгляд Иеронима был принят за основу протестантского учения о неканонических книгах. Лютер к своему переводу канонических книг присоединил и перевод с греческого неканонических книг, но признал за ними лишь значение и достоинство апокрифов.
Позже в протестантстве возникло деление апокрифов на апокрифы первой степени, куда отнесены книги неканонические, и апокрифы второй степени (апокрифы в собственном смысле). В позднейшее время в протестантстве относительно неканонических книг возникла полемика и развилась обширная учёная литература.

## В научной экзегетике
В научной экзегетике название неканонических книг часто даётся также тем древнейшим памятникам христианской церковно-наставляющей литературы, которые читались в Православной церкви во время богослужения после апостольских писаний, и помещались обыкновенно в конце новозаветных библейских кодексов, как, например, послание Варнавы, послания Климента Римского и другие, которые церковный историк Евсевий называет церковно-общественными (δεδημοσιευμένα βιβλία) и общепризнанными (ομολογουμέναι); но в этом отношении название неканонических не имеет значения церковно-канонического термина.

## Неканонические Евангелия
Существуют также тексты, не признаваемые Историческими церквями за подлинные. Это так называемые апокрифы. Отказ от этих текстов объясняется сомнениями в их подлинности и достоверности описываемых в них событий.
Состав книг Священного Писания (куда вошли Евангелия) был зафиксирован Церковью в IV веке, однако структура четырёх Евангелий (синоптических и от Иоанна), была признана христианами уже к концу II века.
В дальнейшем церковные деятели (святые отцы и учители Церкви) написали толкования на Евангелия. Среди толковников Евангелия можно отметить святителя Иоанна Златоуста, жившего в IV веке, а также блаженного Феофилакта Болгарского, жившего в XI веке. В наше время толкования Евангелия переведены на русский язык и доступны в Интернете.